# Hotton
Hotton (valonă Houton) este o comună francofonă din regiunea Valonia din Belgia. Comuna este formată din localitățile Hotton, Fronville, Hampteau, Marenne, Deulin, Melreux, Ménil-Favay, Monteuville, Monville, Ny și Werpin. Suprafața totală a comunei este de 57,32 km². La 1 ianuarie 2008 comuna avea o populație totală de 5.109 locuitori. 
Localitatea este frecvent vizitată de turiști, punct de atracție fiind peșterile și căile de drumeție din regiune.